# Triton (comics)
Pour les articles homonymes, voir Triton.
Triton est un personnage de fiction, un super-héros appartenant à l'univers de Marvel Comics. Il est apparu pour la première fois dans le comic book Fantastic Four #45.

## Biographie du personnage
Triton fait partie de la famille royale des Inhumains. Il est le frère ainé de Karnak.
Quand il subit l'immersion dans les Brumes Terragènes pendant son enfance, il ressortit sous cette apparence d'homme-lézard aquatique. Il vécut alors sur une plage d'Attilan. Sa mère Azur, une biologiste, lui fabriqua un appareil pour qu'il puisse rester à la surface sans craindre pour sa vie. À cause de sa différence physiologique, Triton reste reclus et a moins de contact avec les autres Inhumains.
Il vécut de nombreuses aventures avec Les Quatre Fantastiques. Il est devenu l'un des meilleurs amis de Namor.
Depuis qu'Attilan a été relocalisé sur la Lune, il passe son temps à explorer les cavernes situées sous la cité.
Lors de l'Invasion des Skrulls, les Inhumains se séparèrent pour retrouver Flèche Noire. Triton est envoyé sur une planète aquatique où il rencontra une race marine lui ressemblant étrangement.

## Pouvoirs et capacités
- Triton est totalement amphibie. Son corps est adapté aux fortes pressions sous-marines et au froid qui règne dans les grandes profondeurs. Ses pieds et ses mains palmés lui permettent de nager très rapidement. Il ne peut toutefois pas rester très longtemps à la surface, sa peau recouverte d'écailles très dures ayant besoin d'eau. On l'a déjà vu équipé d'un système de tubes accrochés à sa ceinture qui humidifient constamment son corps, lui permettant ainsi de survivre à la surface.
- Sa résistance à la pression lui octroie une force surhumaine. Il peut en effet soulever quelques tonnes.

## Apparitions dans d'autres médias
Sauf indication contraire, les informations mentionnées dans cette section peuvent être confirmées par la base de données cinématographiques IMDb,  présente dans la section « Liens externes ».

### Télévision
- 2013 : Hulk et les Agents du S.M.A.S.H. (série d'animation)
- 2014 : Ultimate Spider-Man (série d'animation)

Interprété par Mike Moh dans l'Univers cinématographique Marvel
- 2017 : Inhumans (série télévisée)[1]